# جغجغه مولر

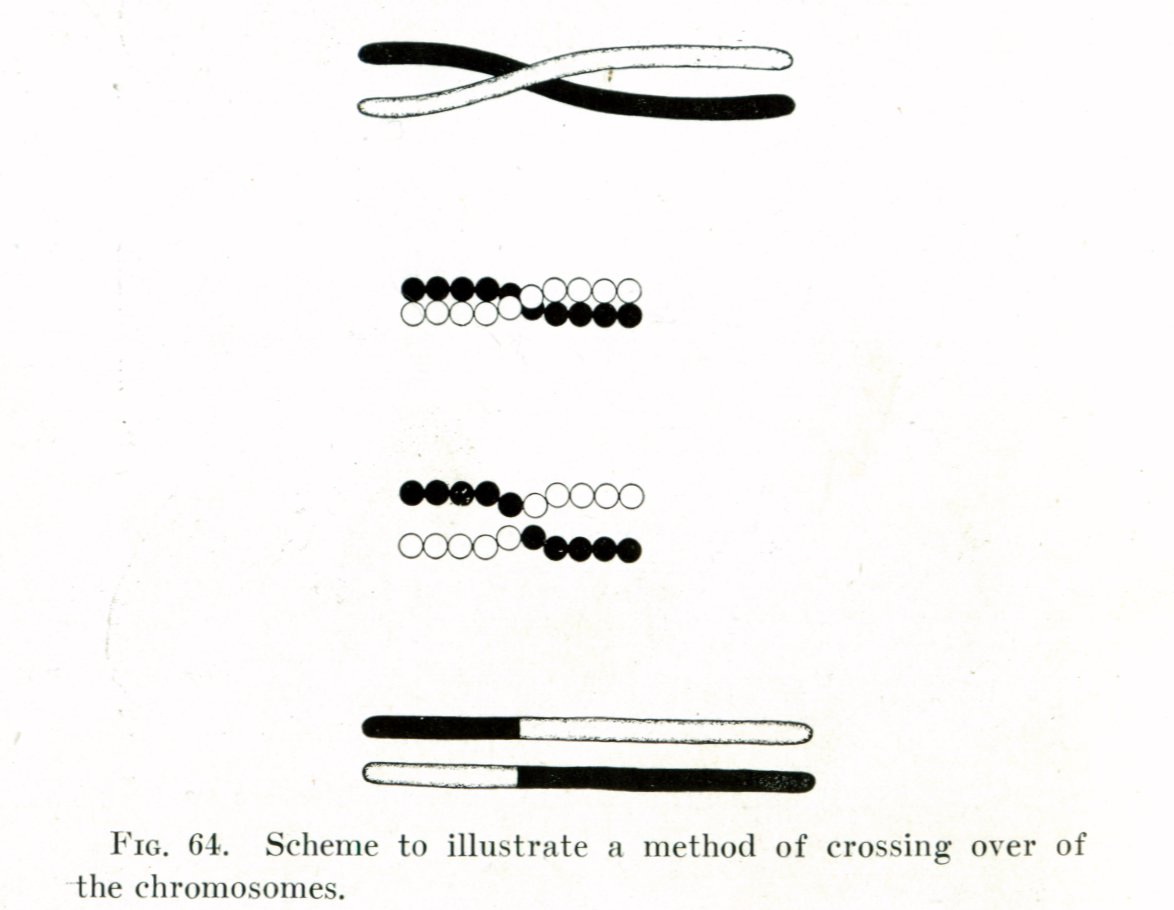
تصویر متقاطع کروموزوم در طول نوترکیبی ژنتیکی

در ژنتیک فرگشتی، جغجغه مولر یا چرخ‌دنده مولر (به انگلیسی: Muller's ratchet) (نام‌گذاری شده به نام هرمان جوزف مولر، بر پایهٔ قیاس با اثر جغجغه‌ای)، فرآیندی است که از طریق آن، در غیاب نوترکیبی (به‌ویژه در جمعیت غیرجنسی)، تجمع جهش‌های زیان‌بار برگشت‌ناپذیر ایجاد می‌شود. این موضوع به این دلیل رخ می‌دهد که در نبود نوترکیبی، و با فرض نادر بودن جهش‌های وارونه، فرزندان حداقل به اندازه والدین خود بار جهشی را تحمل می‌کنند. مولر این سازوکار را به عنوان یکی از دلایلی که سبب ترجیح تولیدمثل جنسی بر تولیدمثل غیرجنسی شود، پیشنهاد کرد، زیرا ارگانیسم‌های جنسی از نوترکیبی و در نتیجه حذف جهش‌های زیان‌بار سود می‌برند. تأثیر منفی تجمع جهش‌های زیان‌بار برگشت‌ناپذیر ممکن است در ارگانیسم‌هایی که در حالی که به صورت غیرجنسی تولیدمثل می‌کنند، در شکل‌های دیگر نوترکیبی نیز قرار می‌گیرند، شایع نباشد. این اثر در مناطقی از ژنوم ارگانیسم‌های جنسی که دچار نوترکیبی نمی‌شوند نیز دیده شده‌است.